# Passiv autokatalytisk vätgasrekombinator

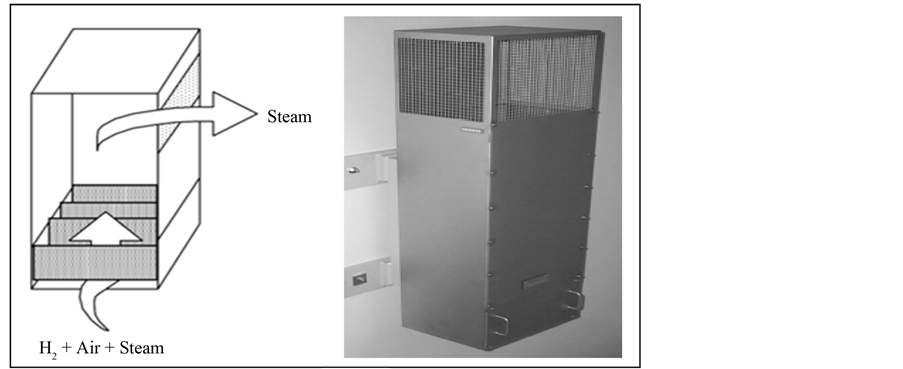
Passiv Autokatalytisk Rekombinator - PAR
Anordningen är öppen i botten och toppen. Katalytiska plattor är placerade vid botten. När vätgas förbränns katalytiskt på plattornas yta sker en värmeutveckling som skapar en skorstenseffekt och ger ett flöde genom anordningen.

Passiv autokatalytisk vätgasrekombinator (PAR) (en: Passive autocatalytic hydrogen recombiner) är en anordning som förhindrar eller dämpar uppkomsten av vätgasexplosioner i en luftfylld inneslutning i ett kärnkraftverk under ett olycksförlopp med stora härdskador. PAR-enheterna aktiveras spontant utan någon yttre aktivering så snart vätgashalten når över en viss nivå, typiskt cirka 2 volymprocent, och förbränner vätgas katalytiskt. Enheterna benämns "passiva" då de för sin funktion inte behöver någon strömförsörjning eller aktivering.

## Uppkomst av vätgas
Vätgas kan uppkomma vid olycksförlopp i kärnkraftverk om reaktorn förlorar sin kylning och blir överhettad varvid bränslestavarnas kapsling av zirkonium kan reagera kemiskt med ånga och bilda zirkoniumoxid respektive fri vätgas. Vätgasen kan då lämna reaktortanken genom säkerhetsventiler eller andra öppningar och nå inneslutningen. Om inneslutningen är luftfylld kan blandningen av luft och vätgas bli brännbar eller explosiv. Vid tillräckligt höga vätgashalter kan en vätgasexplosion ödelägga inneslutningen varvid den förlorar sin skyddande funktion och inte längre kan hindra radioaktiva ämnen att nå omgivningen. Syftet med rekombinatorer är att redan vid låga koncentrationer förbränna vätgasen katalytiskt och därigenom förhindra eller dämpa uppkomsten av vätgasexplosioner.

## Funktion hos en rekombinator
En rekombinator innehåller plattor eller pellets som är täckta med katalytiska metaller som platina och/eller palladium. Väte- och syremolekyler kan reagera kemiskt på den katalytiska ytan redan vid låga temperaturer och vätgaskoncentrationer, och bildar då vattenånga. Reaktionen startar spontant när vätgaskoncentrationen når cirka 1–2 volymprocent. Antändning av vätgas i luft utan katalysator kräver en vätgaskoncentration på minst 4 volymprocent, varför en rekombinator med lämplig kapacitet kan förbränna vätgas katalytiskt redan innan koncentrationen når upp till brännbarhetsgränsen. Även om vätgashalten stiger över 4 volymprocent kan rekombinatorn fortfarande bidra till att begränsa vätgashalten till under cirka 8–10 volymprocent, och därigenom dämpa möjliga vätgasexplosioner så att de inte kan ödelägga inneslutningen.
En rekombinator är ett skåp som är öppen i sin nederdel och i sin överdel. De katalytiska plattorna är placerade i botten av skåpet. Den katalytiska reaktionen mellan vätgas och syrgas genererar värme, och de katalytiska plattorna kan nå temperaturer på hundratals grader. Denna uppvärmning i rekombinatorns nederdel skapar ett naturligt konvektionsflöde, en "skorstenseffekt", vilket åstadkommer ett flöde från närmaste omgivningen och genom rekombinatorn.
Vid en allvarlig härdöverhettning ("härdsmälta") kan flera hundra kilo vätgas uppkomma inom någon timme. Vid Harrisburgolyckan bildades till exempel cirka 500 kg vätgas. De största rekombinatormodellerna som görs av Framatome (tidigare Areva) har en kapacitet på cirka 5 kg vätgas per timme vid en vätgashalt på 4 volymprocent. Detta innebär att ett stort antal rekombinatorer behövs. Till exempel så är inneslutningen i EPR-reaktorn Olkiluoto 3 i Finland utrustad med 50 stycken rekombinatorer, medan Ringhals 3 och 4 är utrustade med vardera 25 rekombinatorer.
Exempel på tillverkare av PAR-enheter är Framatome, SNC-Lavalin (före detta Atomic Energy of Canada Ltd, AECL)  och tyska Siempelkamp-NIS.

### PAR-enheter i Sverige
PAR-enheter installerades 2007 i PWR-reaktorerna i Ringhals, block 2, 3 och 4. Dessa reaktorer har stora (cirka 50 000 kubikmeter) luftfyllda inneslutningar, där den valda kapaciteten säkerställer att vätgashalten även vid allvarliga olycksförlopp håller sig under cirka 8-10 volymsprocent. Detta förhindrar eller dämpar potentiella vätgasbränder så att inneslutningens integritet inte hotas.

## Vätgashantering i BWR-reaktorer
Övriga reaktorer i Sverige är av BWR-typ och kännetecknas av att de har betydligt mindre inneslutningar som är kvävgasfyllda under drift. Genom att inneslutningarna saknar syre under drift förhindrar detta vätgasbränder, men omöjliggör också användning av PAR-enheter som behöver syre för den katalytiska förbränningen. De svenska BWR-reaktorerna är istället utrustade med haverifilter som kan avbörda vätgas från inneslutningen på ett kontrollerat sätt.
Reaktorerna i Fukushimaolyckan var av BWR-typ med kvävgasfylld inneslutning vilket förhindrade att vätgasbränder kunde uppstå inuti reaktorinneslutningarna. På grund av att kylsystem för inneslutningen vid olyckan blev översvämmade och utslagna av tsunamin steg trycket i inneslutningarna i block 1-3 betydligt över deras konstruktionstryck, vilket ledde till att det uppstod läckage av ånga, kvävgas och vätgas samt radioaktiva fissionsprodukter från reaktorinneslutningarna till deras omgivande reaktorbyggnader. Vid omblandning med reaktorbyggnadernas luftatmosfär uppstod sedan brännbara blandningar som exploderade och orsakade betydande skador och aktivitetsspridning. Tillgång till haverifilter skulle möjliggjort att undvika övertryckning av reaktorinneslutning och utläckage av vätgas, och att avbörda vätgasen på ett kontrollerat sätt.